# Pierre Joseph Garidel
Pierre Joseph Garidel (1 de agosto de 1658 - 6 de junio de 1737) fue un médico, y botánico francés.

## Biografía
Garidel nació en Manosque. Realizó estudios de medicina en Mérindol y Bicaïs. Comprometido en botánica , se convirtió en un profesor de botánica en Aix-en-Provence.
En la estela de Joseph Pitton de Tournefort y Charles Plumier , estudió las plantas de Provence. Murió, a los 78 años, en Aix-en-Provence .

## Honores

### Eponimia
Géneros
- (Ranunculaceae) Garidelia Spreng.[1]

- (Ranunculaceae) Garidella Tourn. ex L.[2][3][4][5]

Especies
- (Scrophulariaceae) Bartsia garideli Ball[6]

## Trabajos
En 1735 publicó, Histoire des plantes qui naissent aux environs d'Aix et dans plusieurs autres endroits de la Provence, que describe 1.400 plantas. En el prefacio, Garidel escribe sobre la historia de la botánica en la Provenza.